# Brit Awards 2000
Les Brit Awards 2000 ont lieu le 3 mars 2000 à l'Earls Court Exhibition Centre à Londres. Il s'agit de la 20e cérémonie des Brit Awards, présentée par Davina McCall. Elle est enregistrée et diffusée à la télévision sur la chaîne ITV.
Une nouvelle récompense est décernée avec le meilleur artiste pop britannique.

## Interprétations sur scène
Plusieurs chansons sont interprétées lors de la cérémonie :
- Basement Jaxx: Bingo Bango
- Five et Queen : We Will Rock You
- Geri Halliwell : Bag It Up
- Macy Gray : I Try
- Ricky Martin : Livin' la vida loca / The Cup of Life / María
- Spice Girls : Spice Up Your Life / Holler / Say You'll Be There / Goodbye
- Stereophonics et Tom Jones : Mama Told Me Not to Come (en)
- Travis : Why Does It Always Rain on Me?
- Will Smith : Will 2K / Freakin' It

## Palmarès
Les lauréats apparaissent en caractères gras.

### Meilleur album britannique
- The Man Who de Travis
  - Remedy de Basement Jaxx
  - Surrender de The Chemical Brothers
  - Liquid Skin de Gomez
  - Performance and Cocktails de Stereophonics

### Meilleur single britannique
- She's the One de Robbie Williams
  - Red Alert de Basement Jaxx
  - Tender de Blur
  - Hey Boy Hey Girl de The Chemical Brothers
  - Praise You de Fatboy Slim
  - You Stole the Sun from My Heart de Manic Street Preachers
  - Sing It Back de Moloko
  - Sweet Like Chocolate de Shanks & Bigfoot (en)
  - Moving de Supergrass
  - Why Does It Always Rain on Me? de Travis

Note : Le vainqueur est désigné par un vote des auditeurs de plusieurs radios indépendantes britanniques.

### Meilleur artiste solo masculin britannique
- Tom Jones
  - David Bowie
  - Ian Brown
  - Sting
  - Van Morrison

### Meilleure artiste solo féminine britannique
- Beth Orton
  - Gabrielle
  - Geri Halliwell
  - Beverley Knight
  - Melanie C

### Meilleur groupe britannique
- Travis
  - Blur
  - Gomez
  - Stereophonics
  - Texas

### Meilleure vidéo britannique
- She's the One de Robbie Williams
  - Windowlicker de Aphex Twin
  - Let Forever Be de The Chemical Brothers
  - Praise You de Fatboy Slim
  - Pumping on Your Stereo de Supergrass

Note : Le vainqueur est désigné par un vote des téléspectateurs de VH1.

### Révélation britannique
- S Club 7
  - Groove Armada
  - Honeyz (en)
  - Phats & Small
  - The Wiseguys

Note : Le vainqueur est désigné par un vote des auditeurs de BBC Radio 1. Les cinq nommés sont issus d'un tour préliminaire divisé en quatre catégories:
| Révélation dance - Brandon Block - Groove Armada - Phats & Small - Shanks & Bigfoot - Spacedust | Révélation pop - Charlotte Church - Ann Lee - Martine McCutcheon - Adam Rickitt - S Club 7 | Révélation rock - The Beta Band - Death in Vegas - Gay Dad - UNKLE - The Wiseguys | Révélation R&B/Urban - Fierce - Glamma Kid - Honeyz - Jamelia - Kele Le Roc |

### Meilleur artiste dance britannique
- The Chemical Brothers
  - Basement Jaxx
  - Fatboy Slim
  - Jamiroquai
  - Leftfield

### Meilleur artiste pop britannique
- Five
  - Geri Halliwell
  - Ann Lee
  - Martine McCutcheon
  - S Club 7
  - Steps

Note : Le vainqueur est désigné par un vote des lecteurs du journal The Sun.

### Meilleur artiste solo masculin international
- Beck
  - Eminem
  - Ricky Martin
  - Moby
  - Will Smith

### Meilleure artiste solo féminine internationale
- Macy Gray
  - Mary J. Blige
  - Whitney Houston
  - Jennifer Lopez
  - Britney Spears

### Meilleur groupe international
- TLC
  - Beastie Boys
  - The Cardigans
  - Mercury Rev
  - Red Hot Chili Peppers

### Révélation internationale
- Macy Gray
  - Eminem
  - Jennifer Lopez
  - Semisonic
  - Britney Spears

### Meilleure bande originale de film
- Coup de foudre à Notting Hill (Notting Hill) de divers artistes
  - Austin Powers 2 : L'Espion qui m'a tirée (Austin Powers: The Spy Who Shagged Me) de divers artistes
  - Matrix (The Matrix) de divers artistes
  - Fight Club de The Dust Brothers
  - Star Wars, épisode I: La Menace fantôme (Star Wars: Episode I - The Phantom Menace) de John Williams

### Spectacle de l'année
- Steps

### Contribution exceptionnelle à la musique
- Spice Girls

## Artistes à nominations multiples
- 4 nominations :
  - The Chemical Brothers

- 3 nominations :
  - Basement Jaxx
  - Fatboy Slim
  - Travis

- 2 nominations :
  - Blur
  - Eminem
  - Gomez
  - Macy Gray
  - Geri Halliwell
  - Jennifer Lopez
  - S Club 7
  - Britney Spears
  - Stereophonics
  - Supergrass
  - Robbie Williams

## Artistes à récompenses multiples
- 2 récompenses :
  - Macy Gray
  - Travis
  - Robbie Williams